# Ісаківка
Ісакі́вка (колишня назва — Гута-Ісааківська) — село в Україні, у Новоборівській селищній територіальній громаді Житомирського району Житомирської області. Населення становить 52 особи (2001).

## Населення
За даними перепису 2001 року населення села становило 52 особи, з них 98,08 % зазначили рідною українську мову, а 1,92 % — російську.

## Історія
У 1906 році — Гута-Ісааківська, село Фасівської волості Житомирського повіту Волинської губернії. Відстань від повітового міста 47 верст, від волості 5. Дворів 23, мешканців 313.
У 1923—54 роках — адміністративний центр Ісаківської сільської ради Володарсько-Волинського району.
10 серпня 2015 року увійшло до складу новоствореної Новоборівської селищної територіальної громади Житомирського району Житомирської області. Від 19 липня 2020 року, разом з громадою, в складі новоствореного Житомирського району Житомирської області.

## Відомі люди
- Осецький Іван Станіславович (1891—?) — український майстер художнього скла.